# Mitridate, re di Ponto
Mitridate, re di Ponto, K 87 (74a), è un'opera seria in tre atti di Wolfgang Amadeus Mozart su libretto di Vittorio Amedeo Cigna-Santi, basato sulla tragedia di Jean-Baptiste Racine nella traduzione di Giuseppe Parini.
Il testo era già stato musicato in precedenza da Quirino Gasparini.

## Opera
L'opera venne eseguita per la prima volta al Teatro Regio Ducale di Milano il 26 dicembre 1770 diretta dal compositore al 1° cembalo, Giovanni Battista Lampugnani al 2° cembalo con Antonia Bernasconi, suscitando entusiasmo nel pubblico, nel Parini e negli stessi cantanti (il sopranista Pietro Benedetti aveva affermato durante le prove eseguite nei giorni precedenti che se non fosse piaciuto il duetto finale del secondo atto si sarebbe fatto castrare di nuovo).
Solo sei anni più tardi il teatro sarebbe bruciato per essere poi riedificato in quello che è l'attuale Teatro alla Scala.
Il Mitridate fu il primo impegno probante di Mozart con l'opera seria. Aveva 14 anni quando la compose. In essa viene rielaborata l'omonima tragedia di Racine secondo i canoni del melodramma metastasiano.
La trama è incentrata sul conflitto tra Mitridate, re del Ponto, ed i suoi figli, che gli contendono l'amore della bella Aspasia.

## Cast della prima assoluta
| Personaggio | Tipologia vocale   | Interpreti della prima 26 dicembre 1770 (direttore Wolfgang Amadeus Mozart) |
| ----------- | ------------------ | --------------------------------------------------------------------------- |
| Mitridate   | tenore             | Guglielmo D'Ettore                                                          |
| Aspasia     | soprano            | Antonia Bernasconi                                                          |
| Sifare      | soprano castrato   | Pietro Benedetti                                                            |
| Farnace     | contralto castrato | Giuseppe Cicognani                                                          |
| Ismene      | soprano            | Anna Francesca Varese                                                       |
| Marzio      | tenore             | Gasparo Bassano                                                             |
| Arbace      | soprano castrato   | Pietro Muschietti                                                           |

## Trama
Mitridate, tiranno ormai stanco e anziano, che ha sacrificato gli obblighi familiari a quelli di stato, è in guerra con Roma. Per ragioni politiche ha combinato il matrimonio tra il figlio Farnace e la figlia del re dei Parti, Ismene; tuttavia Farnace è ambizioso e cerca di mettersi in competizione con il padre, anche nell'amore della bella Aspasia. Quest'ultima preferisce il figlio minore, Sifare, ed è da questo ricambiata.
I due fratelli si scontrano per Aspasia, trattenuti dal governatore Arbate, nel secondo atto Farnace confessa tutto al padre (Son reo, l'error confesso) e viene imprigionato (Già di pietà mi spoglio). Aspasia e Sifare dichiarano il loro amore (Se viver non degg'io).
Nel terzo atto Mitridate vorrebbe metter a morte il primo figlio e fare sposare Ismene a Sifare, con disappunto di lei che non lo ama; Ismene intercede per evitare la condanna a morte di Aspasia e Sifare. Nel contempo i romani, guidati da Marzio, sbarcano a Ninfea e liberano Farnace, promettendogli il trono del padre se li aiuterà (Se di regnar sei vago).
Farnace diventa cosciente dei suoi doveri nei confronti del padre; Mitridate è ferito mortalmente e perdona i suoi figli.
Nel quintetto finale Non si ceda al Campidoglio Sifare, Aspasia, Farnace, Ismene e Arbate, dichiarano la loro intenzione di vendicarsi dei romani e combattere quelli che pretendono di togliere la libertà al mondo intero.

## Organico orchestrale
La partitura di Mozart prevede l'utilizzo di:
- 2 flauti, 2 oboi, 2 fagotti
- 4 corni, 2 trombe
- archi.

Il basso continuo nei recitativi secchi è garantito dal clavicembalo e dal violoncello.

## Struttura musicale
- Ouverture

### Atto primo
- N. 1 Aria Al destin che la minaccia (Aspasia)
- Recitativo accompagnato Qual tumulto nell'alma e
- N. 2 Aria Soffre il mio cor con pace (Sifare)
- N. 3 Aria L'odio nel cor frenate (Arbate)
- N. 4 Aria Nel sen mi palpita (Aspasia)
- N. 5 Aria Parto: nel gran cimento (Sifare)
- N. 6 Aria Venga pur, minacci e frema (Farnace)
- N. 7 Marcia
- N. 8 Cavata Se di lauri il crine adorno (Mitridate)
- N. 9 Aria In faccia all'oggetto (Ismene)
- Recitativo accompagnato Respira alfin e
- N. 10 Aria Quel ribelle e quell'ingrato (Mitridate)

### Atto secondo
- N. 11 Aria Va, l'error mio palesa (Farnace)
- N. 12 Aria Tu che fedel mi sei (Mitridate)
- Recitativo accompagnato Non più, Regina e
- N. 13 Aria Lungi da te, mio bene (Sifare)
- Recitativo accompagnato Grazie ai numi partì e
- N. 14 Aria Nel grave tormento (Aspasia)
- N. 15 Aria So quanto a te dispiace (Ismene)
- N. 16 Aria Son reo; l'error confesso (Farnace)
- N. 17 Aria Già di pietà mi spoglio (Mitridate)
- Recitativo accompagnato Io sposa di quel mostro e
- N. 18 Duetto Se viver non degg'io (Aspasia, Sifare)

### Atto terzo
- N. 19 Aria Tu sai per chi m'accese (Ismene)
- N. 20 Aria Vado incontro al fato estremo (Mitridate)
- N. 21 Recitativo accompagnato e Cavatina Ah ben ne fui presaga! - Pallid'ombre, che scorgete (Aspasia)
- N. 22 Aria Se il rigor d'ingrata sorte (Sifare)
- N. 23 Aria Se di regnar sei vago (Marzio)
- N. 24 Aria Già dagli occhi il velo è tolto (Farnace)
- N. 25 Coro [Quintetto] Non si ceda al Campidoglio (Aspasia, Sifare, Ismene, Arbate, Farnace)

## Discografia
| Anno      | Cast (Mitridate, Sifare, Aspasia, Farnace, Ismene) | Direttore          | Etichetta  |
| --------- | --- | ------------------ | ---------- |
| 1977      | Werner Hollweg, Edita Gruberová, Arleen Augér, Agnes Baltsa, Ileana Cotrubaș | Leopold Hager      | Philips    |
| 1997      | Bruce Ford, Christiane Oelze, Cyndia Sieden, Vesselina Kasarova, Heidi Grant Murphy | Roger Norrington   | Orfeo D'Or |
| 1998      | Giuseppe Sabbatini, Cecilia Bartoli, Natalie Dessay, Brian Asawa, Sandrine Piau | Christophe Rousset | Decca      |
| 1999 2020 | Curtis Rayam, Lella Cuberli, Jenny Drivala, Bernadette Manca di Nissa, Adelina Scarabelli, Michael Spyres, Elsa Dreisig, Julie Fuchs, Paul-Antoine Bénos-Djian, Sabine Devieilhe Marc Minkowski | Mondo Musica Erato |            |

## Videografia
| Anno | Cast (Mitridate, Sifare, Aspasia, Farnace, Ismene)                           | Direttore            | Etichetta           |
| ---- | ---------------------------------------------------------------------------- | -------------------- | ------------------- |
| 1985 | Gösta Winbergh, Ann Murray, Yvonne Kenny, Anne Gjevang, Joan Rodgers         | Nikolaus Harnoncourt | Deutsche Grammophon |
| 1986 | Rockwell Blake, Ashley Putnam, Yvonne Kenny, Brenda Boozer, Patricia Rozario | Theodor Guschlbauer  | EuroArts            |
| 1992 | Bruce Ford, Ann Murray, Ľuba Orgonášová, Jochen Kowalski, Lillian Watson     | Paul Daniel          | Pioneer             |
| 2006 | Richard Croft, Miah Persson, Netta Or, Bejun Mehta, Ingela Bohlin            | Marc Minkowski       | Decca               |